# Oaza hydrotermalna
Oaza hydrotermalna – zespół organizmów zamieszkujących obniżenia w ryftach oceanicznych, skupionych wokół punktów erupcji lawy i wód przesyconych siarkowodorem. Do końca lat 70. XX w. uważano, że środowisko to hamuje rozwój jakichkolwiek form życia, ze względu na duże stężenie trujących gazów i toksycznych siarczków metali. Udowodniono istnienie oaz hydrotermalnych np. na dnie Morza Czerwonego, gdzie temperatura wód głębinowych sięga 60–70 °C, a zasolenie waha się od 25,5 do 28%.
Wśród gatunków organizmów żywych zamieszkujących oazy hydrotermalne brakuje roślin, ponieważ do głębokości, na której oazy te się znajdują, promieniowanie słoneczne nie dochodzi, a więc nie może zachodzić fotosynteza. Pożywienia dla heterotrofów dostarczają bakterie siarkowe, żyjące w symbiozie z innymi organizmami, np. z robakami ryftowymi (Ryftia pachyptilia). Poza tym stwierdzono występowanie różnych gatunków małżów, krabów, ryb (głównie węgorzycowatych), a także innych stworzeń. Niemniej jednak, dokładny skład gatunkowy oaz hydrotermalnych nie został jeszcze określony ze względu na trudności związane z badaniem tych środowisk.